# Pavao Tomašić
Pavao Tomašić (Đelekovec, 27. lipnja 1899. – Zagreb, 5. veljače 1987.), hrvatski liječnik.
Školovao se u sljedećim naseljima: Đelekovec, Varaždin, Zagreb, Graz i Krakov. Nakon završenog studija medicine 1925. godine stažirao je u Čakovcu i Varaždinu. Od 1927. do 1938. je bio liječniku Drnju. U mjestu Drnje je djelovao ne samo politički u okviru seljačkog pokreta predvođenog HSS-om dr. Vlatka Mačeka, nego i na kulturnom te prosvjetnom planu. Provodio je akcije Higijenskog zavoda iz Zagreba. Financirao je izdavanje Zbornika hrvatskih seljaka 1, koji je pod uredništvom Ivana Sabolića objavljen 1936. godine u susjednom Peterancu. Od 1938. radi u Školi narodnog zdravlja u Zagrebu, a nakon toga u bakteriološkom odjelu Higijenskog zavoda u Zagrebu. Poslije je postao docent na Medicinskom fakultetu u Zagrebu gdje je radio do 1952. godine. Jedan je od osnivača Srednje škole zdravstvenih tehničara iz čega je kasnije nastao Zdravstveni obrazovni centar, te današnje Zdravstveno učilište. Umirovljen je 1. siječnja 1965. godine.